# Tivenys
Tivenys ist eine Gemeinde im Süden Kataloniens mit 936 Einwohnern (Stand: 2024) und liegt in der Provinz Tarragona und der Comarca Baix Camp.

## Lage
Tivenys liegt etwa 57 Kilometer westsüdwestlich von Tarragona in der Serra de Cardó in einer durchschnittlichen Höhe von ca. 15 m am Ebro nahe dem Golf de Sant Jordi (Mittelmeer). 

## Bevölkerungsentwicklung
| Jahr      | 1970 | 1981 | 1991 | 2001 | 2011 | 2021 |
| Einwohner | 1201 | 1108 | 1049 | 922  | 910  | 900  |

## Sehenswürdigkeiten
- Reste des mittelalterlichen Verteidigungsturms
- Michaeliskirche
- alte Isidorkirche
- Kapelle Unser Lieben Frau vom Berg Karmel

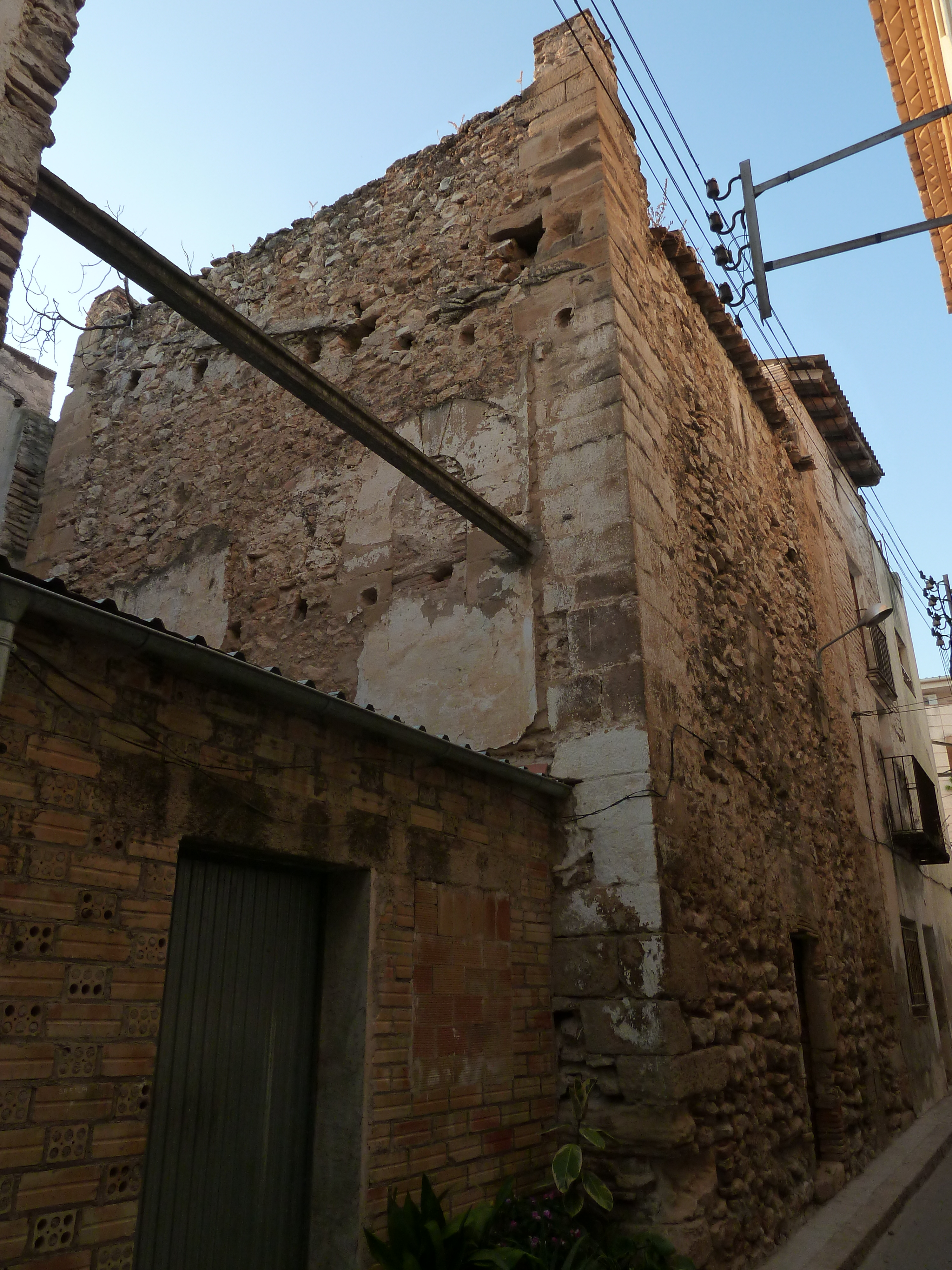
Verteidigungsturm
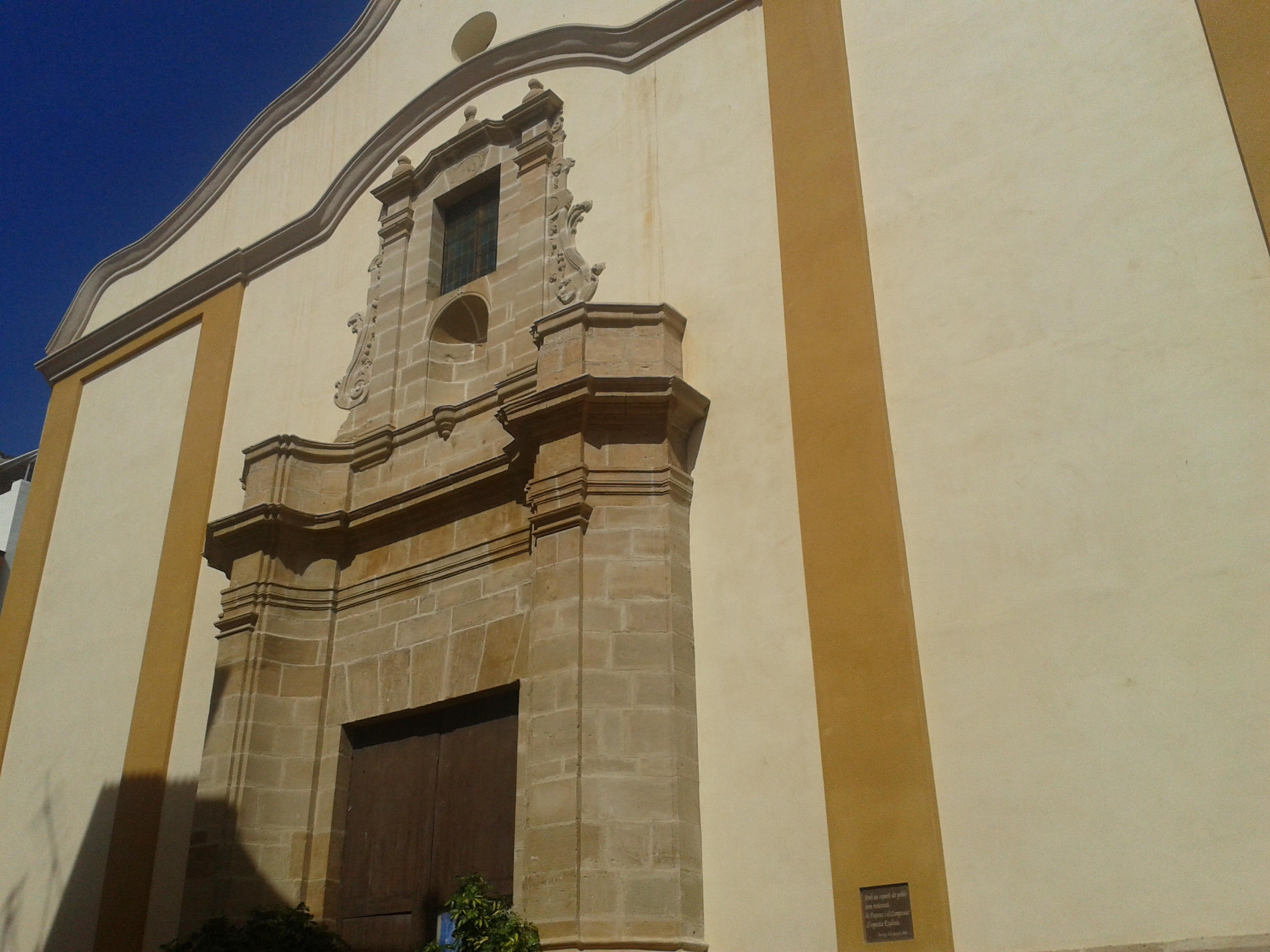
Michaeliskirche
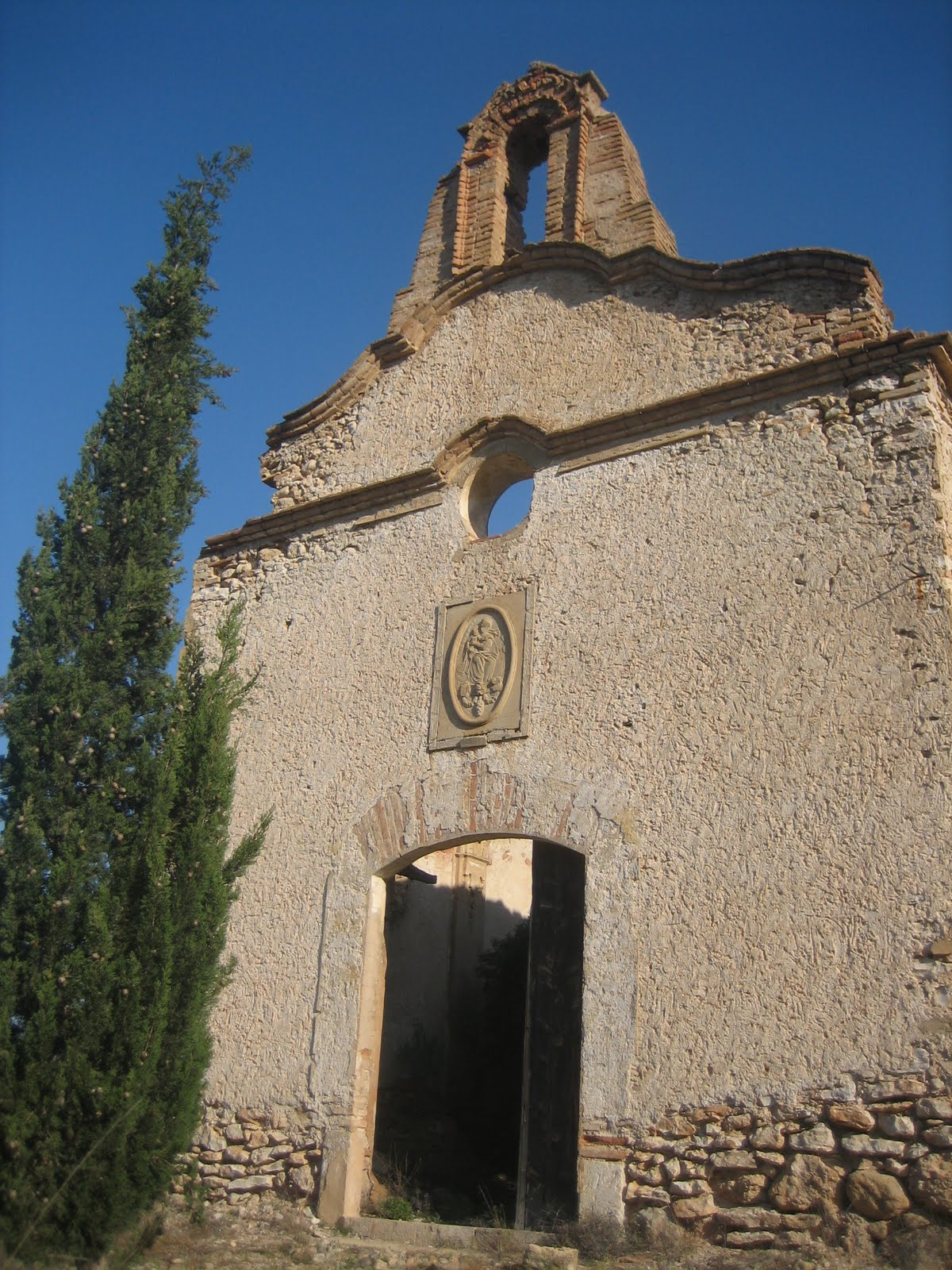
Kapelle Unser Lieben Frau

## Persönlichkeiten
- José Alcoverro (1835–1908), Bildhauer
- Miguel Espinós (1947–2006), Radrennfahrer